# 旧城区 (巴塞罗那)

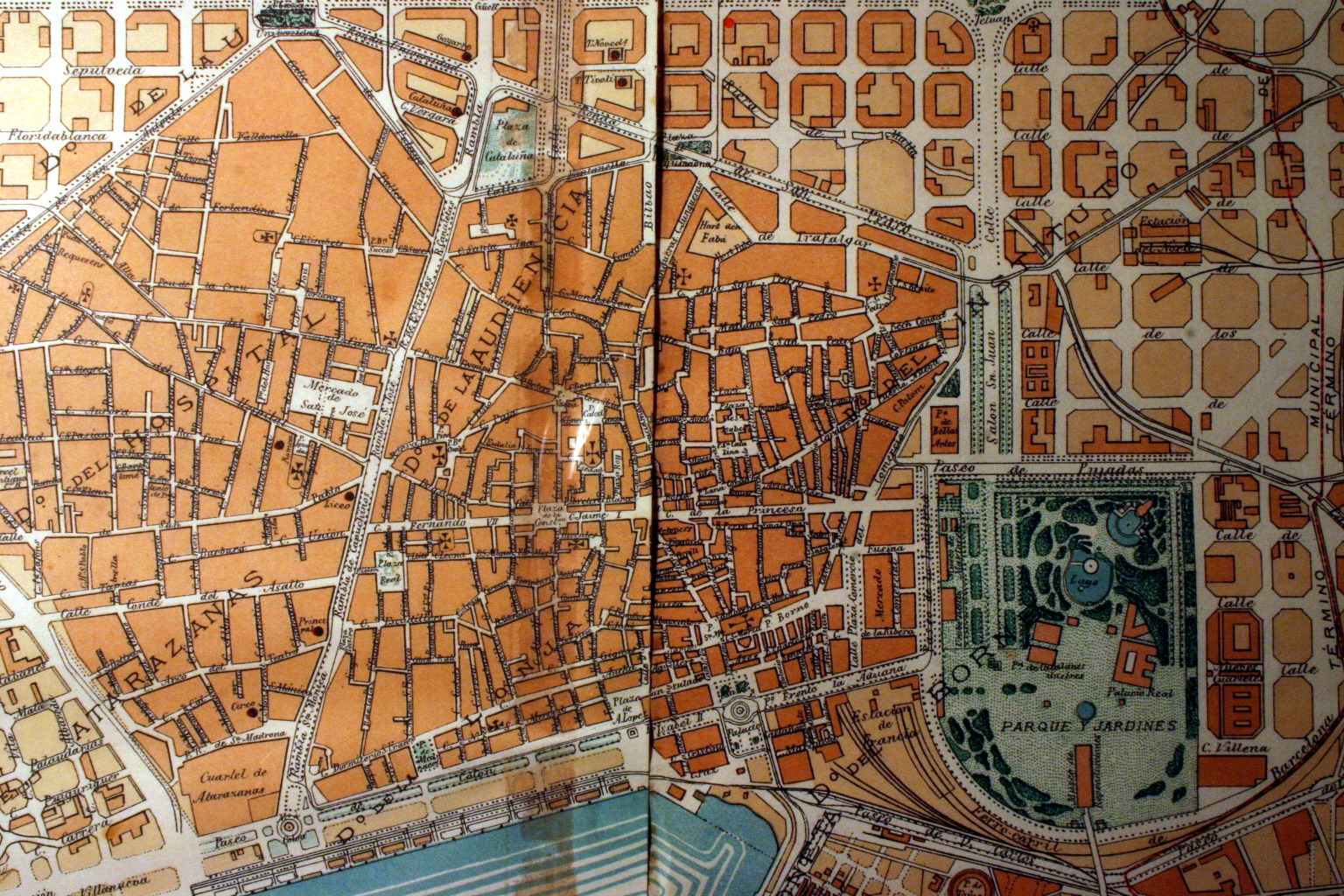
1860年地图

旧城区是加泰罗尼亚巴塞罗那的10个区的第六区，位于该市的南部，这是巴塞罗那最古老的部分，介于地中海与扩展区之间。该区也是城市的中心，加泰罗尼亚广场是整个加泰罗尼亚最热门的聚集地点。
旧城区又分为四个小区：哥特区、埃尔拉瓦尔、巴塞罗内塔、圣佩雷。其中哥特区拥有众多的名胜古迹。